# Límit màxim de residus
El límit màxim de residus (LMR) és la quantitat màxima de residus de determinat producte fitosanitari sobre un determinat producte agrícola permesa per la Llei. És a dir, la quantitat que no pot ser sobrepassada perquè el producte pugui ser posat en circulació o comercialitzat. El "límit màxim de residus", es tracta d'un concepte legal més que toxicològic.
Per a la determinació d'aquest límit se segueixen dues vies: una toxicològica i un altre agronòmica. En la primera, el que es pretén és que la ingestió diària del residu considerada no provoqui efectes nocius durant tota una vida, segons els coneixements actuals. Per a això es determina el "nivell sense efecte" (NOAEL, Non Observed Adverse Effect Level) en animals en experimentació, que després es passa a l'home, aplicant uns coeficients de seguretat i expressant-se com "ingesta diària admissible" (ADI, acceptable daily intake) i posteriorment, tenint en compte la dieta alimentària mitjana del país considerat i els aliments que poden ser tractats amb aquest plaguicida, cal aplicar-li un coeficient o factor alimentari i s'obté una xifra que representa el nivell permissible de residus d'un plaguicida en un producte vegetal des del punt de vista toxicològic. Una vegada establert el màxim nivell toxicològic, que mai pot superar-se, cal tenir en compte els residus que realment queden del plaguicida en el moment de la recol·lecció quan s'utilitza en "bona pràctica agrícola". Això es determina per mitjà d'assajos de camp i, a conseqüència d'això, s'obté un residu real en collita, que ha de ser inferior al nivell toxicològicament permissible i que és el qual es considera per a l'establiment dels Limits Maxims de Residus.